# Anaspidoglanis akiri
Anaspidoglanis akiri är en fiskart som först beskrevs av Risch, 1987.  Anaspidoglanis akiri ingår i släktet Anaspidoglanis och familjen Claroteidae. IUCN kategoriserar arten globalt som starkt hotad. Inga underarter finns listade i Catalogue of Life.